# Opercolo (cervello)

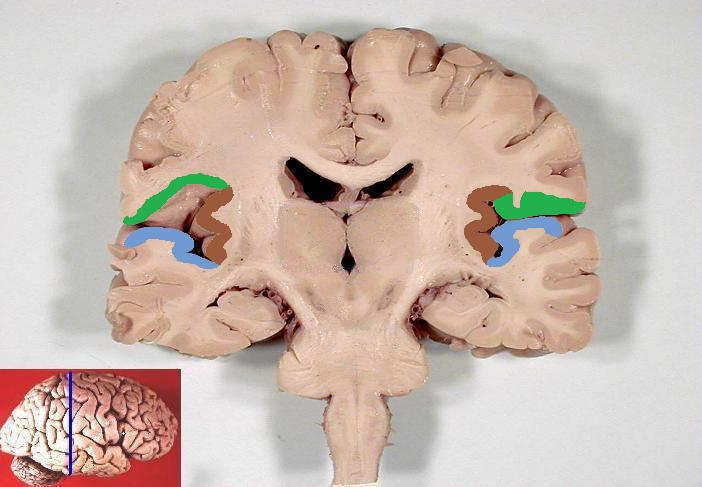
verde:opercolo parietale,
blu:opercolo temporale,
marrone:corteccia insulare,
(L'immagine inferiore mostra la posizione delle regioni).

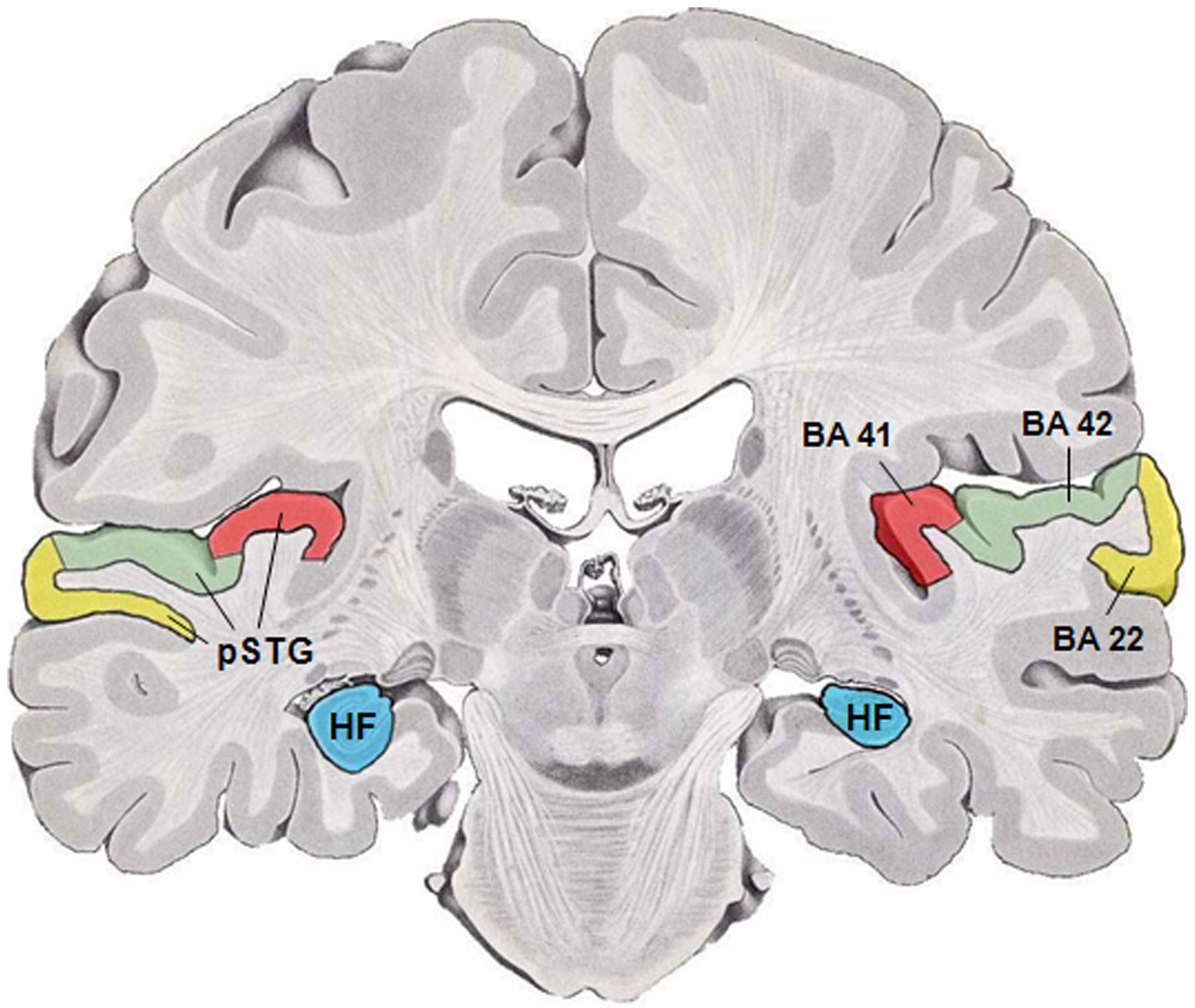
rosso:Area 41 di Brodmann,
verde:Area 42 di Brodmann,
nota 1: La BA41 è circondata al centro dall'area 52 di Brodmann e a lato dall'area 42 di Brodmann,
nota 2: La pSTG è la parte posteriore della Circonvoluzione temporale superiore.

Nel cervello umano il termine opercolo può riferirsi a varie strutture: l'opercolo frontale, situato nel lobo frontale; l'opercolo parietale, situato nel lobo parietale; e l'opercolo temporale, situato nel lobo temporale. Esse ricoprono la corteccia insulare come opercoli dell'insula. Il termine può riferirsi anche all'opercolo occipitale, parte del lobo occipitale.